# Jolanta Rusiniak
Jolanta Rusiniak z domu Ślusarska (ur. 19 grudnia 1959 w Ciechanowcu) – polska prawniczka, radca prawny, urzędnik państwowy. W latach 2005–2007 i 2015–2020 prezes Rządowego Centrum Legislacji, w latach 2005–2008 i 2015–2019 sekretarz Rady Ministrów.

## Życiorys
Absolwentka Wydziału Prawa i Administracji Uniwersytetu Warszawskiego, od 1982 pracuje w administracji rządowej.
W latach 1997–2002 Dyrektor Departamentu Legislacyjnego Rządu, Dyrektor Departamentu Prawnego i p.o. Sekretarza Rady Ministrów. Od 2002 do 2005 pracowała w zawodzie radcy prawnego. Od 15 listopada 2005 do 15 grudnia 2007 prezes Rządowego Centrum Legislacji i do 10 stycznia 2008 Sekretarz Rady Ministrów w Kancelarii Prezesa Rady Ministrów w rządach Kazimierza Marcinkiewicza, Jarosława Kaczyńskiego i Donalda Tuska. W latach 2006–2010 członek Rady Legislacyjnej i jej sekretarz, a od lutego 2008 także radca prawny w Instytucie Pamięci Narodowej.
19 listopada 2015 ponownie objęła funkcję Sekretarza Rady Ministrów w Kancelarii Prezesa Rady Ministrów. 16 grudnia 2015 po raz drugi zasiadła na czele Rządowego Centrum Legislacji. Do prokuratury wpływały zawiadomienia o popełnieniu przestępstwa przez Jolantę Rusiniak i inne osoby w związku z nieopublikowaniem przez RCL wyroku TK w sprawie K 47/15 z 9 marca 2016 podczas kryzysu wokół Trybunału Konstytucyjnego. 4 czerwca 2019 zakończyła pracę na stanowisku sekretarza Rady Ministrów pozostając na stanowisku prezesa RCL, z którego 31 sierpnia 2020 została odwołana. 